# Jose Angel Duarte Arriaza

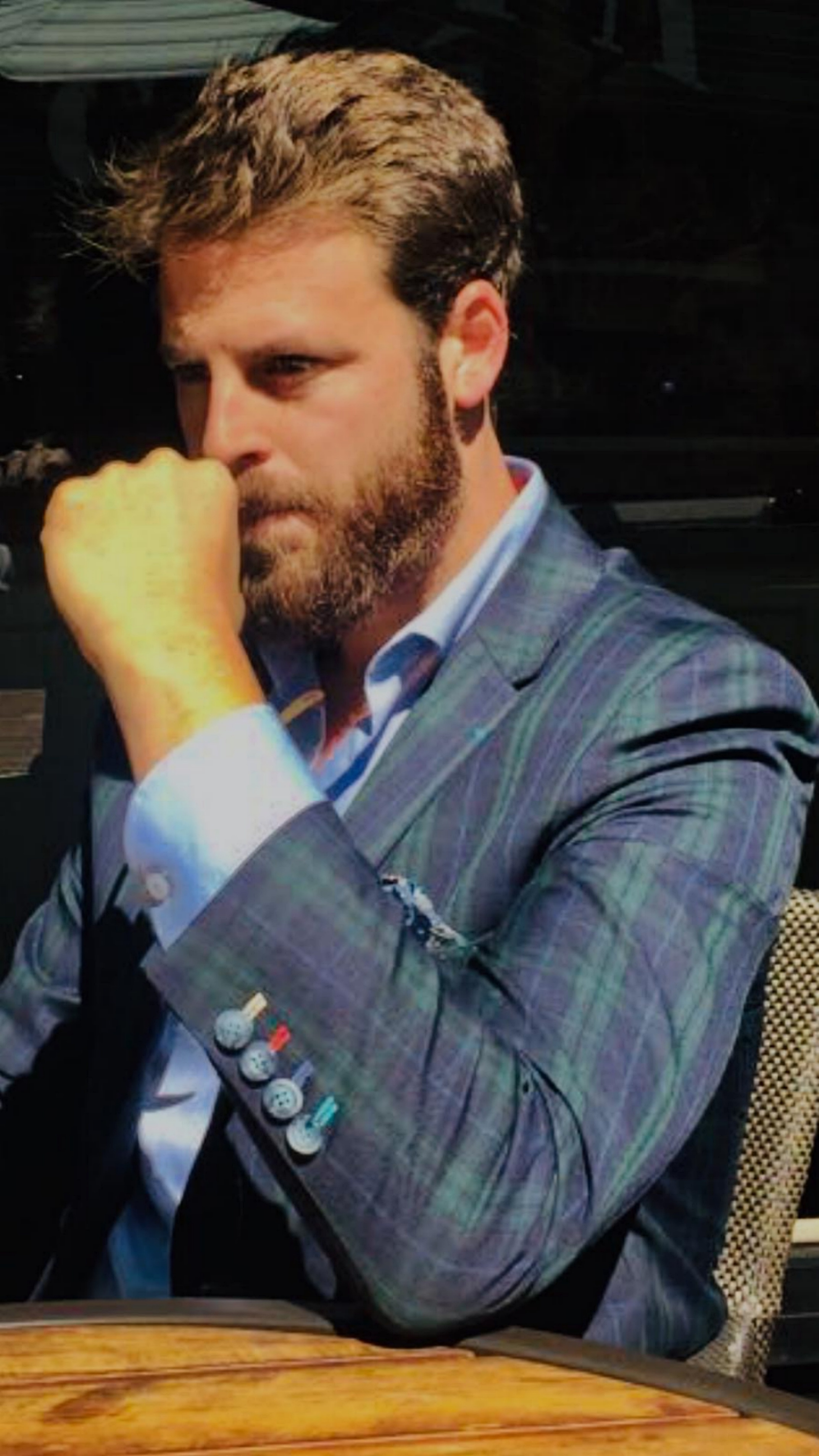
Jose Angel Duarte Arriaza

Jose Angel Duarte Arriaza (nacido el 6 de marzo de 1980) es un experto en seguridad, especialista en ciberinteligencia y exmilitar español. Es director de Undercover Code Global S.A.U. (UC Global S.A.), una empresa especializada en servicios de asesoría en seguridad global, ciberseguridad e inteligencia.

## Primeros años y carrera militar
José Ángel Duarte Arriaza nació en Jerez de la Frontera, España. Estudió en La Fundación, un centro educativo elitista del Opus Dei en el Barrio de Salamanca de Madrid. En el año 2000 se incorporó a las Fuerzas Armadas de España, formando parte de la Escuadrilla Plus Ultra de la Guardia Real. Consiguió la plaza número uno de las 4 convocadas para toda España de Seguridad y Defensa en la Casa de Su Majestad el Rey en el Ejército del Aire y realizó el curso de Cazador Paracaidista.
Durante su servicio militar, realizó estudios de Arquitectura en la Universidad San Pablo CEU, pero posteriormente se cambió a Ingeniería Industrial especializándose en electrónica. Continuó su carrera militar en la Academia de Logística de Calatayud (ACLOG) como parte del Cuerpo de Especialistas del Ejército y participó en varias misiones de la Fuerza de Respuesta de la OTAN (NRF-4). Duarte estuvo destinado en diferentes unidades del Ejército de Tierra.

## Carrera profesional

### Seguridad e Inteligencia
En 2008, Duarte, junto con David Morales Guillén, cofundó UC Global, una empresa privada de seguridad e inteligencia. La empresa se centraba inicialmente en contratar a militares que se incorporaban a carreras civiles.
Tras dejar el ejército en 2011, Duarte participó en la planificación y implementación de medidas de seguridad en la Embajada de Ecuador en Londres, donde se había refugiado el fundador de WikiLeaks, Julian Assange. Contribuyó a establecer sistemas de vigilancia, controles electrónicos de acceso y otros protocolos de seguridad. De 2013 a 2018, fue responsable de la seguridad física y electrónica en la embajada, incluyendo la recopilación de información y la formación en seguridad para el personal diplomático. Más tarde, trabajó directamente con el equipo de Assange, llevando a cabo investigaciones de inteligencia de fuente abierta (OSINT) y llegando a tener una estrecha relación con el asilado.
Según una investigación del Plan V, Duarte Arriaza estuvo involucrado en operaciones de espionaje en Ecuador en la época del gobierno de Lenín Moreno. En 2017, habría sido contratado por la Secretaría Nacional de Inteligencia (SENAIN) como asesor en ciberinteligencia, participando en el monitoreo de comunicaciones de funcionarios y opositores. Sus actividades incluían la interceptación de correos electrónicos y la instalación de programas espía en dispositivos electrónicos.
Duarte se reubicó en Ecuador en 2018, donde fue acreditado como perito judicial en Informática y Análisis de Datos por el Consejo General de la Judicatura. Se desempeñó como asesor de la presidencia de la Asamblea Nacional de Ecuador durante la presidencia de Elizabeth Cabezas, proporcionando experiencia en análisis de redes sociales, estrategias de comunicación e investigaciones forenses. Durante su estancia en Ecuador, colaboró con el periodista de investigación Fernando Villavicencio Valencia en asuntos relacionados con la inteligencia y la corrupción nacional. Duarte tuvo una gran amistad con el periodista y ex asambleísta Fernando Villavicencio.

### Ciberseguridad y consultoría
En 2019, participó en el caso “Drake” en Chile, una importante investigación de fraude cibernético relacionada con estafas en el mercado FOREX. Duarte aportó su experiencia en análisis forense digital, lo que permitió identificar a los responsables y rastrear las operaciones financieras fraudulentas, contribuyendo al desmantelamiento de una sofisticada red de ciberdelincuencia.
En 2020, Duarte actuó como perito informático clave en el caso “Neurona” en España, donde realizó un análisis digital exhaustivo que reveló la eliminación deliberada de pruebas digitales y contradicciones en el testimonio del perito forense de la parte contraria. Sus hallazgos desempeñaron un papel fundamental en la estrategia legal y fueron considerados determinantes para cuestionar la credibilidad del perito de la defensa.
En 2020, Duarte se trasladó a Francia, donde amplió su red dentro de los círculos diplomáticos europeos y latinoamericanos. Se especializó en investigaciones de cibercrimen, análisis de datos y la realización de ciberinvestigaciones para clientes de despachos internacionales como Ghersi.
También ha colaborado en investigaciones relacionadas con el robo de credenciales bancarias distribuidas a través de plataformas como la DarkNet y ZeroNet, aplicando técnicas avanzadas de análisis forense digital para rastrear las fuentes de origen, identificar a los responsables y mitigar los riesgos asociados a la comercialización ilícita de datos financieros.
Duarte ha desarrollado diversos sistemas informáticos de seguridad pasiva basados en OSINT, entre ellos el sistema CIPAS (Centro de Información de Protección de Activos y Seguridad). Posteriormente, diseñó una versión avanzada, CIPAS V2, que incorpora inteligencia artificial para el análisis automatizado de amenazas y la generación de alertas estratégicas en entornos de alto riesgo digital.
Ha escrito manuales sobre ciberinteligencia utilizados en la formación de las fuerzas de seguridad de varios países, entre ellos Ecuador y la República Dominicana. También ha sido profesor colaborador de prestigiosas Universidades españolas como:la Universidad Complutense de Madrid y en la Universidad Católica San Antonio de Murcia (UCAM), dirigiendo cursos sobre ciberinteligencia y ciberinteligencia aplicada.
Duarte jugó un papel importante en la puesta en marcha del Instituto Internacional de Estudios en Seguridad Global (INISEG) en Ecuador, proporcionando formación en ciberseguridad y ciberinteligencia a la Policía Nacional del país. Ha sido reconocido internacionalmente por sendos entes, así como por su trabajo en ciberinteligencia, recibiendo el premio de la ANTPJI en España.
Además, posee un Diploma Superior Universitario en Investigación Privada por la Universidad Antonio de Nebrija y tiene una dilatada experiencia asesorando campañas políticas en Latinoamérica.